# Helden in Tirol
Helden in Tirol ist der Titel einer österreichischen Filmkomödie von Niki List aus dem Jahr 1998. Die Produktion wird auch als Heimatfilm-Parodie und Musikfilm sowie als inoffizielle Fortsetzung des Filmes Müllers Büro gesehen.
Trotz gleichlautenden Titels bezieht sich die Handlung des Filmes nicht auf das 1934 von Karl Springenschmid veröffentlichte Werk Helden in Tirol.

## Handlung
25 Jahre nach dem Tod von Lorenz Luftsprung, dem weite Teilen des idyllischen Dorfes Helden gehörten, ist kein Erbe bekannt. Deshalb soll das Eigentum an den Bürgermeister des Dorfes Adolf Steiner übergehen, der plant, ein Tourismusparadies zu bauen. Max Adler, der die bislang unberührte Natur des Tales schützen will, versucht, das zu verhindern. Ihm zur Seite stehen der Pfarrer Johannes, der Dorftrottel Kaspar, Schlossbesitzerin Titania und andere Bewohner des Dorfes.
Der Konflikt zwischen dem Bürgermeister und Max Adler spitzt sich im Laufe des Filmes zu. Max entdeckt, dass Emma, seine große Liebe, die Tochter und damit die Erbin von Lorenz Luftsprung ist. Währenddessen versuchen der Bürgermeister und seine Söhne, Max aus dem Weg zu schaffen. Als Emma durch Nancy, die Witwe von Lorenz Luftsprung, als Erbin bestätigt wird, versucht der Bürgermeister, Max umzubringen und Emma dazu zu zwingen, seinen Sohn Peter zu heiraten.
Max schafft es, diese erzwungene Hochzeit zu verhindern, der Film schließt mit mehreren glücklichen Hochzeiten.

## Hintergrund
Helden in Tirol wurde am 2. Oktober 1998 in Österreich veröffentlicht. Der federführend von Cult Movies GmbH produzierte Film brachte in Österreich 42.788 Besucher in die Kinos.
1999 wurde der Film auch bei der Berlinale und als Heroes in Tyrol beim 35th Chicago International Film Festival gezeigt.
Nach der Veröffentlichung ist der Film auch auf VHS und DVD erschienen.

## Rezeption
Der Film wurde unterschiedlich aufgenommen. Die Welt bezeichnet von Helden in Tirol als eine „schrille Parodie, die den Zuckerguß der morbiden österreichischen Seele zum Bröckeln bringt“ und meint, der Film könnte „mit seinen wilden und elegischen Rhythmen […] als erstes Alpenrockmusical zumindest in die österreichische Filmgeschichte eingehen“.
Die Berliner Zeitung dagegen schreibt von der Produktion als „müden und zotenhaften Abklatsch“ von Müllers Büro und meint, Niki List verstehe wohl nichts von bissiger Satire.
Während Helden in Tirol in Österreich selbst nur mäßig erfolgreich war, wurde der Film laut den Stuttgarter Nachrichten „auf der Berlinale im Februar […] bejubelt“.

## Auszeichnungen
Helden in Tirol erhielt 1999 den ersten Preis beim Bergfilmfestival Trento.